# Romano Perticone
Romano Perticone, né le 13 août 1986 à Melzo en Italie, est un footballeur italien évoluant au poste de défenseur reconverti entraîneur.

## Biographie
Formé au Milan AC, il sera successivement prêté aux clubs de l'AS Pizzighettone (Serie C1), du Hellas Vérone (Serie B) et de l'US Cremonese (Serie C1) avant de rejoindre l'AS Livourne Calcio en 2008, en copropriété. À l'été 2009, une fois le retour en première division acquis, il est transféré définitivement dans le club toscan. Après être devenu un cadre aussi bien en Serie A qu'en Serie B tantôt dans l'axe, tantôt sur le côté droit de la défense et après avoir porté le brassard de capitaine, il est prêté avec option de rachat de la copropriété à la Sampdoria en janvier 2011.

## Palmarès
- Vainqueur de la Supercoupe d'Italie de football 2004 avec le Milan AC